# Имуноанализ
Имуноанализът е биохимичен тест, който измерва наличието или концентрацията на макромолекула или малка молекула в разтвор чрез използване на антитяло (обикновено) или антиген (понякога). Молекулата, която се открива чрез имуноанализа, често се нарича „аналит“ и в много случаи е протеин, въпреки че може да бъде и друг вид молекули с различни размери и типове, стига да са разработени подходящи антитела, които имат необходимите свойства за анализа. Аналити в биологични течности като серум или урина често се измерват с помощта на имуноанализи за медицински и изследователски цели.
Имуноанализите се предлагат в много различни формати и варианти. Имуноанализите могат да се провеждат на няколко етапа, като реагентите се добавят и отмиват или разделят на различни етапи от анализа. Многостъпковите анализи често се наричат имуноанализи с разделяне или хетерогенни имуноанализи. Някои имуноанализи могат да се провеждат просто чрез смесване на реагентите и пробата и извършване на физическо измерване. Такива анализи се наричат хомогенни имуноанализи или по-рядко несепарационни имуноанализи.
В имуноанализите често се използва калибратор. Калибраторите са разтвори, за които се знае, че съдържат въпросния аналит, а концентрацията на този аналит обикновено е известна. Сравнението на реакцията на даден анализ към реална проба с реакцията на анализа, получена от калибраторите, дава възможност да се интерпретира силата на сигнала по отношение на наличието или концентрацията на аналита в пробата.